# Dziura ze Znakami
Dziura ze Znakami – jaskinia w Dolinie Kościeliskiej w Tatrach Zachodnich. Wejście do niej położone jest w Wąwozie Kraków, w północno-wschodnim zboczu Zbójnickiej Turni, w pobliżu Jaskini Poszukiwaczy Skarbów, na wysokości 1204 metrów n.p.m. Jaskinia jest pozioma, a jej długość wynosi 11 metrów.

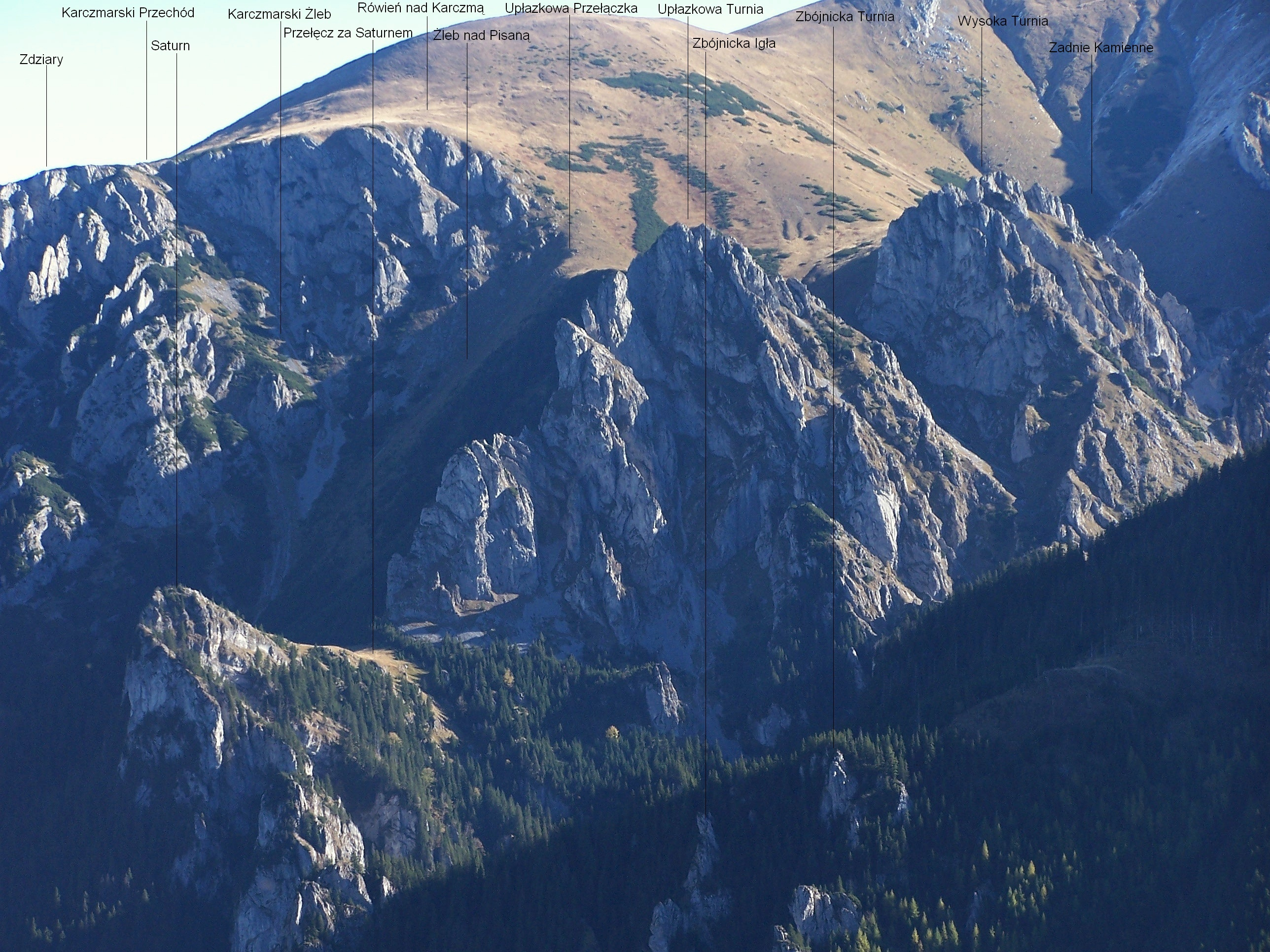
Na pierwszym planie Zbójnicka Turnia

## Opis jaskini
Jaskinię stanowi poziomy, szczelinowy korytarz zaczynający się w dużym otworze wejściowym, przedzielony mostami skalnymi i po 11 metrach kończący się ślepo.

## Przyroda
Ściany jaskini są wilgotne, znajdują się na nich nacieki grzybkowe. Roślinność występuje tylko przy otworze.

## Historia odkryć
Jaskinia była znana od dawna. Pierwszy jej plan i opis sporządził Kazimierz Kowalski w 1951 roku. Nazwa wywodzi się stąd, że przy jej otworze na ścianach znajdują się znaki poszukiwaczy skarbów.